# Лук (герб)
Лук (пол. Łuk, Łuk napięty) — польський та український шляхетський герб, походив від козацької старшини. Цей герб носили понад 135 родів в Речі Посполитій та Російській імперії: Боґуші, Божичко, Деревинські, Гулаки, Гулькевичи, Заблоцькі, Лойко, Луки, Лукашевичи, Сухоцькі, Судники, Татаровичи, Тури та інші.

## Історія
Герб був наданий разом з привілеями шляхетськими королем Стефаном Баторієм «за заслуги в справі лицарства» козацькому старшині Корнелію Онисимовичу Перевальському 10 листопада 1581 під час облоги Пскова польсько-козацьким військом.